# NGC 2615
NGC 2615 (другие обозначения — UGC 4481, MCG 0-22-19, ZWG 4.59, IRAS08320-0222, PGC 24071) — спиральная галактика с перемычкой (SBb) в созвездии Гидра.
Этот объект входит в число перечисленных в оригинальной редакции «Нового общего каталога».
В галактике вспыхнула сверхновая SN 2014ao типа Ia, её пиковая видимая звездная величина составила 15,5.